# スクラレオリド
スクラレオリド(Sclareolide)は、クラリセージ(Salvia sclarea)やSalvia yosgadensis、タバコ等の植物に含まれるセスキテルペンラクトンである。植物の持つ抗菌物質であるスクラレオールに近縁のアナログである。
化粧品の香料として用いられる。また近年では減量のためのサプリメントとしても用いられるが、効果についての臨床的な証拠はない。